# Juluka
Juluka était un groupe de musique d'Afrique du Sud aux inspirations zouloues et britanniques formé en 1979 par le chanteur d'origine britannique Johnny Clegg et le musicien de rue zoulou Sipho Mchunu. Le groupe fut dissous en 1985, mais réapparut quelque temps dans les années 1990. Juluka signifie « sueur » en zoulou.

## Biographie
Clegg et Mchunu se rencontrèrent à Johannesburg en 1969. Une chimie ne tarda pas à se former entre les deux guitaristes, qui se mirent bien vite à fusionner musique occidentale et musique zoulou traditionnelle, ce qui était encore très rare à l'époque. Mais ce qui les démarqua encore plus fut le fait que Clegg était blanc et Mchunu, noir, alors que les groupes inter-raciaux étaient proscrits dans l'Afrique du Sud de l'Apartheid. Cela entraîna d'ailleurs bien des troubles au groupe. Clegg fut à maintes reprises arrêté et battu par la police à cause des paroles parfois très politiques de ses chansons. Les membres du groupe durent ainsi garder un profil bas, mais cela ne les empêcha de connaître un succès au niveau international.
Le groupe dut se séparer en 1985 quand Mchunu décida de se retirer dans la ferme où il avait grandi dans le Natal. Johnny Clegg quant à lui forma un nouveau groupe qui prit le nom de Savuka. En 1997, après la dissolution de celui-ci, Clegg et Mchunu se réunirent pour un dernier album.

## Discographie
- 1979 : Universal Men
- 1981 : African Litany
- 1982 : Ubuhle Bemvelo
- 1982 : Scatterlings
- 1983 : Work For All
- 1984 : The International Tracks
- 1984 : Stand Your Ground
- 1984 : Musa Ukugilandela
- 1986 : The Good Hope Concert
- 1992 : The Cologne Zulu Festival
- 1996 : Scatterlings (Version US)
- 1997 : Crocodile Love / Ya Vuka Inkunzi